# Jennifer Valente
Jennifer Valente, née le 24 décembre 1994 à San Diego, est une coureuse cycliste américaine. Spécialiste des épreuves d'endurance sur piste, elle  a remporté cinq médailles aux Jeux olympiques, dont trois en or, ce qui fait d'elle la cycliste américaine la plus décorée de l'histoire des Jeux olympiques. Elle compte également à son palmarès sept titres mondiaux : quatre sur la poursuite par équipes en 2016, 2017, 2018 et 2020, deux sur l'omnium en 2022 et 2023 et un sur le scratch en 2023. Elle a également obtenue quatre médailles d'argent et trois de bronze aux mondiaux et de nombreux titres continentaux et nationaux.

## Biographie
Jennifer Valente commence le cyclisme en faisant du VTT et du BMX dans son quartier de San Diego. En 2008, à 14 ans, elle roule pour la première fois sur le vélodrome de San Diego. Elle commence à pratiquer la compétition l'année suivante, que ce soit sur piste ou dans des critériums locaux sur route.
En 2011, elle obtient son premier résultat international en devenant championne du monde du scratch juniors (moins de 19 ans) à Moscou. Elle remporte également deux médailles de bronze sur le keirin, lors des mondiaux juniors de 2011 et 2012. Elle rejoint l'équipe Exergy Twenty12 en 2012 en tant qu'athlète junior, avec un accent sur les épreuves de vitesse, qu'elle va abandonner petit à petit pour se concentrer sur les épreuves d'endurance. Alors qu'elle est encore junior, elle décroche trois médailles de bronze lors des championnats panaméricains élites et devient championne des États-Unis de keirin. L'année suivante, elle est championne des États-Unis du scratch. En 2014, elle est championne panaméricaine de poursuite par équipes et participe à ses premiers mondiaux, où elle se classe quatrième du scratch et cinquième de la poursuite par équipes.
En 2015, elle est vice-championne du monde de poursuite derrière Rebecca Wiasak à Saint-Quentin-en-Yvelines, puis décroche trois titres aux championnats panaméricains, en poursuite individuelle et par équipes, ainsi que sur la course scratch. Avec Kelly Catlin, Sarah Hammer et Chloé Dygert, elle devient championne du monde de poursuite par équipes en 2016. La même année, elle est sélectionnée pour participer aux Jeux olympiques de Rio de Janeiro, où elle remporte la médaille d'argent dans la poursuite par équipes avec Catlin, Dygert et Ruth Winder.
Lors de l'année 2017, elle est à nouveau championne du monde de poursuite par équipes et obtient trois nouveaux titres aux championnats panaméricains. En 2018, après avoir prolongée avec l'équipe Sho-Air Twenty20, elle réalise sa meilleure saison jusqu'ici. Championne du monde de poursuite par équipes pour la troisième année consécutive, elle est également vice-championne du monde de la course aux points derrière Kirsten Wild. Elle gagne une manche et le classement général de la Coupe du monde de l'omnium, ainsi que quatre titres aux championnats panaméricains et quatre autres aux championnats des États-Unis.

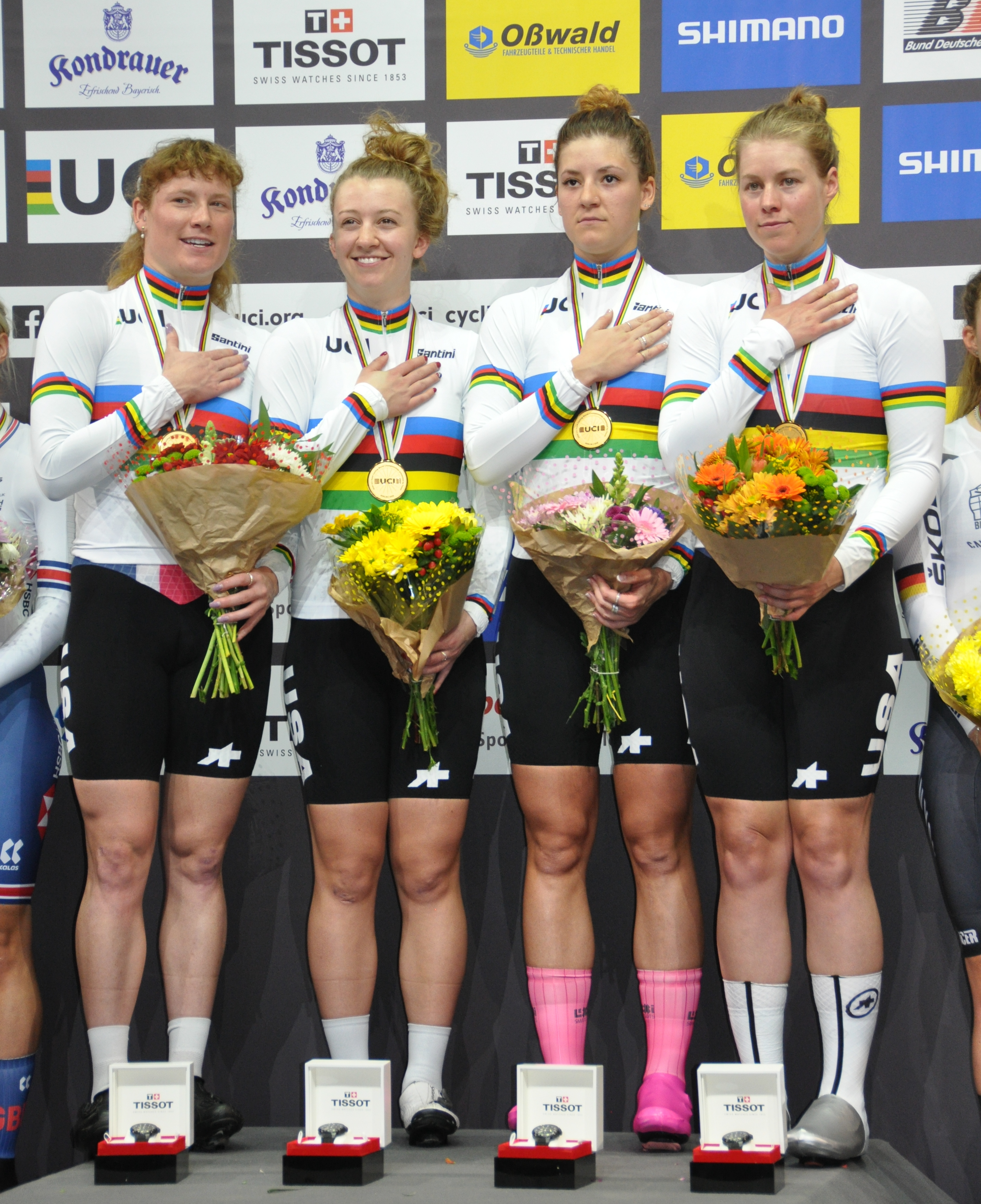
Lily Williams, Emma White, Chloé Dygert et Jennifer Valente sur le podium après leur titre mondial en poursuite par équipes (2020).

En 2019, elle est à nouveau quadruple médaillées d'or aux championnats panaméricains et des États-Unis, continuant sa domination sur les disciplines d'endurance. Elle gagne également l'or sur l'omnium aux Jeux panaméricains de Lima. Aux mondiaux, le quatuor américain est battu pour la première fois depuis 2015 et doit se contenter de la septième place. Valente obtient en individuelle la médaille de bronze de l'omnium. Lors de la saison de Coupe du monde 2019-2020, elle gagne le général de l'omnium et de la course aux points. Avec Emma White, Chloe Dygert, Lily Williams, elle redevient championne du monde de poursuite par équipes pour la quatrième fois en 2020. Lors de ces mondiaux, elle remporte également l'argent dans la course aux points et le scratch.
En août 2021, aux Jeux olympiques de Tokyo, elle devient championne olympique de l'omnium, devant Yumi Kajihara, la championne du monde en titre et locale de ces Jeux. Il s'agit de la première médaille d'or en cyclisme sur piste féminin pour les États-Unis. Lors de ces Jeux, elle décroche également le bronze sur la poursuite par équipes avec Megan Jastrab, Dygert, White et Wiliams. Aux championnats du monde de cette année-là, elle se classe troisième du scratch et de la course à élimination. En 2022, elle remporte l'élimination sur deux manches de la Coupe des Nations et l'omnium à Cali, remportant le classement général des deux disciplines. En 2022, elle devient  championne du monde de l'omnium et décroche le bronze de la course à l'élimination et de la course aux points. Aux mondiaux de 2023, elle conserve son titre sur l'omnium, remporte le titre sur la  course scratch et obtient une nouvelle médaille de bronze sur la course à l'élimination.
En 2024, Valente remporte cinq titres en cinq épreuves aux championnats panaméricains à Los Angeles. En août, elle participe aux Jeux olympiques de Paris et remporte ses deuxième et troisième médailles d'or olympiques en poursuite par équipes et en omnium où elle conserve son titre. Sur la course à l'américaine, avec Lily Williams, elle rate de peu une médaille en terminant à la quatrième place. Aux Jeux olympiques de 2020 et de 2024, l'omnium féminin était l'une des dernières épreuves de la dernière journée. Ses médailles d'or ont à chaque fois permis aux États-Unis de passer devant la Chine et d'atteindre la première place au tableau des médailles à Tokyo et à Paris.

## Palmarès

### Jeux olympiques
- Rio 2016
  -  Médaillée d'argent de la poursuite par équipes
- Tokyo 2020
  -  Championne olympique de l'omnium
  -  Médaillée de bronze de la poursuite par équipes
  - 9e de la course à l'américaine
- Paris 2024
  -  Championne olympique de la poursuite par équipes
  -  Championne olympique de l'omnium
  - 4e de la course à l'américaine

### Championnats du monde
- Moscou 2011
  -  Championne du monde du scratch juniors
  -  Médaillée de bronze du keirin juniors
- Invercargill 2012
  -  Médaillée de bronze du keirin juniors
- Cali 2014
  - 4e du scratch
  - 5e de la poursuite par équipes
- Saint-Quentin-en-Yvelines 2015
  -  Médaillée d'argent de la poursuite
  - 5e de la poursuite par équipes
- Londres 2016
  -  Championne du monde de poursuite par équipes (avec Kelly Catlin, Chloe Dygert et Sarah Hammer)
- Hong Kong 2017
  -  Championne du monde de poursuite par équipes (avec Kelly Catlin, Chloe Dygert, Kimberly Geist)
- Apeldoorn 2018
  -  Championne du monde de poursuite par équipes (avec Kelly Catlin, Chloe Dygert, Kimberly Geist)
  -  Médaillée d'argent de la course aux points
  - 5e de l'omnium[6]
- Pruszkow 2019
  -  Médaillée de bronze de l'omnium
  - 7e de la poursuite par équipes[7]
  - 8e de la course aux points
  - Abandon au scratch
- Berlin 2020
  -  Championne du monde de poursuite par équipes (avec Emma White, Chloe Dygert, Lily Williams)
  -  Médaillée d'argent de la course aux points
  -  Médaillée d'argent du scratch
- Roubaix 2021
  -  Médaillée de bronze du scratch
  -  Médaillée de bronze de la course à l'élimination
- Saint-Quentin-en-Yvelines 2022
  -  Championne du monde de l'omnium
  -  Médaillée de bronze de la course aux points
  -  Médaillée de bronze de la course à l'élimination
- Glasgow 2023
  -  Championne du monde de course scratch
  -  Championne du monde de l'omnium
  -  Médaillée de bronze de la course à l'élimination
- Ballerup 2024
  -  Médaillée d'argent du scratch
  -  Médaillée de bronze de la course à l'élimination

### Coupe du monde
- 2015-2016
  - 2e de la poursuite par équipes à Cali
  - 3e de la poursuite par équipes à Hong Kong
- 2017-2018
  - 1re de la poursuite par équipes à Minsk (avec Kelly Catlin, Chloe Dygert et Kimberly Geist)
  - Classement général de l'omnium
  - 1re de l'omnium à Manchester
  - 2e de l'omnium à Pruszków
  - 3e de l'omnium à Minsk
- 2018-2019
  - 2e de l'omnium à Londres
  - 3e de l'omnium à Milton
  - 3e de l'omnium à Berlin
  - 3e du scratch à Milton
- 2019-2020
  - Classement général de la course aux points
  - 1re de la course aux points à Minsk
  - Classement général de l'omnium
  - 1re de l'omnium à Minsk
  - 1re de l'omnium à Brisbane
  - 1re de l'omnium à Milton
  - 2e de l'omnium à Cambridge
  - 1re de la poursuite par équipes à Minsk (avec Christina Birch, Chloe Dygert et Emma White)
  - 1re de la poursuite par équipes à Milton (avec Christina Birch, Chloe Dygert et Lily Williams)
  - 3e du scratch à Minsk
  - 3e de l'américaine à Milton

### Coupe des nations
- 2022
  - Classement général de l'élimination
  - 1re de l'élimination à Milton
  - 1re de l'élimination à Cali
  - Classement général de l'omnium
  - 1re de l'omnium à Cali
  - 2e de l'omnium à Milton
  - 1re de l'américaine à Cali (avec Colleen Gulick)
  - 3e de la poursuite par équipes à Milton
- 2023
  - 1re de l'élimination au Caire
  - 2e de l'élimination à Milton
  - 3e de l'omnium à Milton
- 2024
  - 1re de l'élimination à Milton
  - 2e de l'élimination à Adélaïde
  - 3e de l'omnium à Adélaïde
  - 3e de l'omnium à Milton
  - 3e de l'américaine à Adélaïde
  - 3e de l'américaine à Milton

### Ligue des champions
- 2022
  - Classement général de l'endurance
  - 1re de l'élimination à Londres (I)
  - 2e de l'élimination à Palma
  - 2e de l'élimination à Berlin
  - 2e de l'élimination à Paris
  - 2e de l'élimination à Londres (II)
  - 2e du scratch à Berlin
  - 3e du scratch à Palma
  - 3e du scratch à Paris

### Championnats panaméricains
- Mar del Plata 2012
  -  Médaillée de bronze du keirin
  -  Médaillée de bronze du scratch
  -  Médaillée de bronze de la poursuite par équipes
- Aguascalientes 2014
  -  Médaillée d'or de la poursuite par équipes (avec Elizabeth Newell, Amber Gaffney et Kimberly Geist).
  -  Médaillée de bronze de l'omnium
- Santiago 2015
  -  Médaillée d'or de la poursuite individuelle
  -  Médaillée d'or de la poursuite par équipes (avec Kelly Catlin, Sarah Hammer et Ruth Winder).
  -  Médaillée d'or de la course scratch
- Couva 2017
  -  Médaillée d'or de la course aux points
  -  Médaillée d'or de la course scratch
  -  Médaillée d'or de l'omnium
- Aguascalientes 2018
  -  Médaillée d'or de la poursuite par équipes (avec Kelly Catlin, Kimberly Geist et Christina Birch)
  -  Médaillée d'or de la course aux points
  -  Médaillée d'or de la course scratch
  -  Médaillée d'or de l'omnium
- Cochabamba 2019
  -  Médaillée d'or de la course aux points
  -  Médaillée d'or de l'américaine (avec Kendall Ryan)
  -  Médaillée d'or de la course scratch
  -  Médaillée d'or de l'omnium
- Los Angeles 2024
  -  Médaillée d'or de la course scratch
  -  Médaillée d'or de l'élimination
  -  Médaillée d'or de la course aux points
  -  Médaillée d'or de l'omnium
  -  Médaillée d'or de l'américaine (avec Megan Jastrab)

### Jeux panaméricains
- Toronto 2015
  -  Médaillée d'argent de la poursuite par équipes
- Lima 2019
  -  Médaillée d'or de l'omnium

### Championnats des États-Unis
- 2012
  -  Championne des États-Unis de keirin
- 2013
  -  Championne des États-Unis du scratch
- 2014
  -  Championne des États-Unis de l'omnium
- 2015
  -  Championne des États-Unis de poursuite
  -  Championne des États-Unis du scratch
  -  Championne des États-Unis de l'omnium
- 2017
  -  Championne des États-Unis de course aux points
  -  Championne des États-Unis du scratch
  -  Championne des États-Unis de l'omnium
- 2018
  -  Championne des États-Unis de course aux points
  -  Championne des États-Unis de l'américaine (avec Christina Birch)
  -  Championne des États-Unis du scratch
  -  Championne des États-Unis de l'omnium
- 2019
  -  Championne des États-Unis de course aux points
  -  Championne des États-Unis de l'américaine (avec Megan Jastrab)
  -  Championne des États-Unis du scratch
  -  Championne des États-Unis de l'omnium
- 2022
  -  Championne des États-Unis du scratch
  -  Championne des États-Unis de l'omnium
  -  Championne des États-Unis de course aux points
  -  Championne des États-Unis de keirin
  -  Championne des États-Unis de course à l'élimination
- 2023
  -  Championne des États-Unis du scratch
  -  Championne des États-Unis de l'omnium
  -  Championne des États-Unis de course à l'élimination

### Autres compétitions
- 2015-2016
  - 3e du scratch à Cali